# 羅伯特·勞森伯格
羅伯特·勞森伯格（英語：Robert Rauschenberg，1925年10月22日—2008年5月12日），美國畫家、圖形藝術家。

## 生平
他的早期作品屬於波普藝術運動。羅伯特·勞森伯格以1950年代的“組合”而聞名於世，該作品使用非傳統材料及物體來創新組合。勞森伯格是一個畫家，也是一個雕塑家，他也創作攝影，版畫，造紙術及表演。他於1993年獲得國家藝術獎章，在1995年獲得達文西世界藝術獎。
羅伯特·勞森伯格在紐約市以及佛羅里達州開普提瓦島生活，直到2008年5月12日因心臟衰竭去世。

## 外部連結
维基共享资源上的相關多媒體資源：羅伯特·勞森伯格